# Economía de Europa

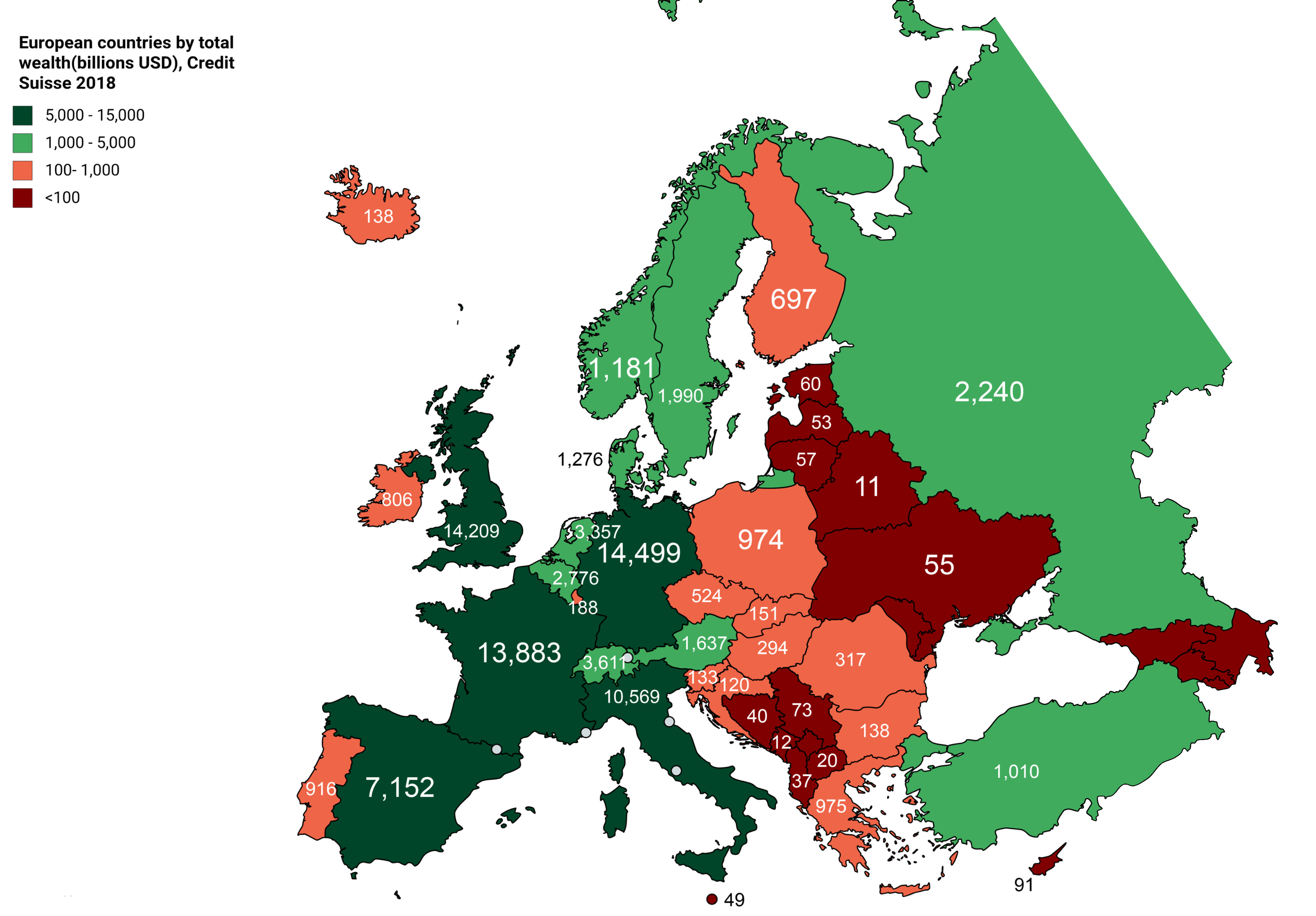
Países europeos por riqueza total (miles de millones de USD), Credit Suisse 2018

La economía de Europa comprende unos 748 millones de personas en 50 países. La formación de la Unión Europea (UE) y, en 1999, la introducción de una moneda unificada, el euro, acercaron a los países europeos participantes gracias a la comodidad de una moneda compartida. La Unión Europea es una organización mundial única, una entidad que forma una de las mayores economías del mundo. La Unión Europea también "regula" el mercado mundial mediante el mercado único. La diferencia de riqueza en Europa puede apreciarse a grandes rasgos en la antigua línea divisoria de la Guerra Fría, que algunos países superan (Grecia, Portugal, Eslovenia, República Checa, Lituania, Letonia y Estonia). Aunque la mayoría de los Estados europeos tienen un PIB per cápita superior a la media mundial y están muy desarrollados, algunas economías europeas, a pesar de situarse por encima de la media mundial en el Índice de desarrollo Humano, son relativamente pobres. Europa tiene unos activos bancarios totales de más de $50 millones de dólares y sus activos globales bajo gestión superan los $20 millones.
A lo largo de este artículo "Europa" y derivados de la palabra se toman para incluir estados seleccionados cuyo territorio está sólo en parte en Europa, como Turquía, Azerbaiyán y Georgia, y estados que están geográficamente en Asia, fronterizos con Europa y culturalmente adheridos al continente, como Armenia y Chipre.
Las mayores economías nacionales de Europa por PIB nominal superior a $1,0 millones de dólares son:
- Alemania ($4,52 millones)
- Reino Unido ($3,37 millones)
- Francia ($3,05 millones)
- Italia ($2,30 millones)
- Rusia ($2,00 millones)
- España ($1,62 millones)
- Países Bajos ($1,15 millones)

De las 500 mayores empresas por ingresos (Fortune Global 500 en 2010), 184 tienen su sede en Europa. 161 están situadas en la UE, 15 en Suiza, 6 en Rusia, 1 en Turquía y 1 en Noruega.
Como señaló en 2010 el sociólogo español Manuel Castells, el nivel de vida medio en Europa Occidental es muy alto: "El grueso de la población de Europa Occidental sigue disfrutando de los niveles de vida más altos del mundo, y de la historia del mundo".